# Coronaviridae
Coronaviridae é uma família de vírus de ARN monocatenário de sentido positivo e com envoltura. O seu genoma possui um comprimento de 26 a 32 kb. As partículas destes vírus são esféricas e estão tipicamente decoradas com grandes (~20 nm) projeções que saem da sua superfície com a forma de pétala, que são os “peplómeros” ou “espículas”, as quais, nas micrografias de microscópio electrónico, criam uma imagem que se parece com uma coroa solar. Muitos membros desta família são comumente denominados coronavirus.

## Virologia

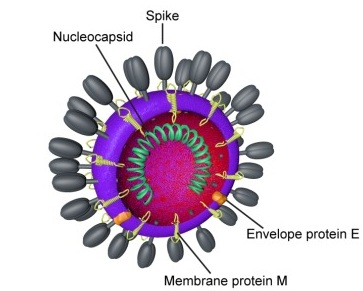
Diagrama da estrutura do virião de coronavirus

As extremidades 5' e 3' do seu genoma possuem um cap 5' e uma cauda poli(A), respectivamente. A envoltura viral, que o virus adquire ao evaginar-se das membranas do retículo endoplasmático e aparato de Golgi, invariavelmente contém duas glicoproteínas específicas do vírus, chamadas S e M. A glicoproteína S constitui as grandes proxecções superficiais, enquanto que a proteína M é uma proteína transmembranar que atravessa três vezes a membrana.

## Taxonomia
A família Coronaviridae está dividida em 2 subfamílias, 5 gêneros, 23 subgêneros e algo em torno de 40 espécies:
- Coronaviridae
  - Letovirinae
    - Alphaletovirus
      - Milecovirus
        - Microhyla letovirus 1 (letovírus de Microhyla 1)

  - Orthocoronavirinae
    - Alphacoronavirus
      - Colacovirus
        - Bat coronavirus CDPHE15 (coronavírus de morcego CDPHE15)

      - Decacovirus
        - Bat coronavirus HKU10 (coronavirus de morcego HKU10)
        - Rhinolophus ferrumequinum alphacoronavirus HuB-2013 (alfacoronavirus de Rhinolophus ferrumequinum HuB-2013)

      - Duvinacovirus
        - Human coronavirus 229E (coronavírus humano 229E)

      - Luchacovirus
        - Lucheng Rn rat coronavirus (coronavírus da rato Lucheng Rn)

      - Minacovirus
        - Ferret coronavirus (coronavírus do furão)
        - Mink coronavirus 1 (coronavírus do visom 1)

      - Minunacovirus
        - Miniopterus bat coronavirus 1 (coronavírus do morcego Miniopterus)
        - Miniopterus bat coronavirus HKU8 (coronavírus do morcego Miniopterus HKU8)

      - Myotacovirus
        - Myotis ricketti alphacoronavirus Sax-2011 (alfacronavírus de Myotis ricketti Sax-2011)

      - Nyctacovirus
        - Nyctalus velutinus alphacoronavirus SC-2013 (alfacoronavírus de Nyctalus velutinus SC-2013)

      - Pedacovirus
        - Porcine epidemic diarrhea virus (vírus da diarreia epidémica porcina)
        - Scotophilus bat coronavirus 512 (coronavírus do morcego Scotophilus 512)

      - Rhinacovirus
        - Rhinolophus bat coronavirus HKU2 (coronavírus do morcego Rhinolophus HKU2)

      - Setracovirus
        - Human coronavirus NL63 (coronavírus humano NÑ63)
        - NL63-related bat coronavirus strain BtKYNL63-9b (cepa BtKYNL63-9b do coronavírus de morcego relacionado com NL63)

      - Tegacovirus
        - Alphacoronavirus 1

    - Betacoronavirus
      - Embecovirus
        - Betacoronavirus 1
          - Human coronavirus OC43 (coronavirus humano OC43)

        - China Rattus coronavirus HKU24 (coronavirus de Rattus da China HKU24)
        - Human coronavirus HKU1 (coronavirus humano HKU24)
        - Murine coronavirus (coronavirus murino)

      - Hibecovirus
        - Bat Hp-betacoronavirus Zhejiang2013 (Hp-coronavirus Zhejiang de morcego)

      - Merbecovirus
        - Hedgehog coronavirus 1 (coronavirus do texugo 1)
        - Middle East respiratory syndrome-related coronavirus (coronavirus relacionado com a síndrome respiratória de Oriente Médio)
        - Pipistrellus bat coronavirus HKU5 (coronavirus do morcego Pipistrellus HKU5)
        - Tylonycteris bat coronavirus HKU4 (coronavirus do morcego Tylonycteris HKU4)

      - Nobecovirus
        - Rousettus bat coronavirus GCCDC1 (coronavirus do morcego Rousettus GCDC1)
        - Rousettus bat coronavirus HKU9 (coronavirus do morcego Rousettus HKU9)

      - Sarbecovirus
        - Severe acute respiratory syndrome-related coronavirus (coronavirus relacionado com a síndrome respiratória aguda severa)
        - Severe acute respiratory syndrome-related coronavirus 2 (coronavírus relacionado com a COVID-19)
        - RhGB01 (cepa relacionada ao SARS recém descoberto no Reino Unido)

    - Deltacoronavirus
      - Andecovirus
        - Wigeon coronavirus HKU20 (coronavirus Wigeon HKU20)

      - Buldecovirus
        - Bulbul coronavirus HKU11 (coronavirus do bulbul HKU11)
        - Coronavirus HKU15
        - Munia coronavirus HKU13 (coronavirus de Munia HKU13)
        - White-eye coronavirus HKU16 (coronavirus do olho branco HKU16)

      - Herdecovirus
        - Night heron coronavirus HKU19 (coronavirus da garça noctura HKU19)

      - Moordecovirus
        - Common moorhen coronavirus HKU21 (coronavirus da galinha de río HKU21)

    - Gammacoronavirus
      - Cegacovirus
        - Beluga whale coronavirus SW1 (coronavirus da baleia beluga SW1)

      - Igacovirus
        - Avian coronavirus (coronavirus aviário)